# 빅풋 주니어 2: 패밀리가 떴다
《빅풋 주니어 2: 패밀리가 떴다》(Bigfoot Family)는 프랑스에서 제작된 제레미 데그루손 감독의 2020년 애니메이션, 모험, 가족 영화이다. 2017년 영화 빅풋 주니어의 후속작이다. 빅풋 슈퍼스타(Bigfoot Superstar)라는 이름으로 알려져 있기도 하다.

## 캐스팅
- 제이스 노먼
- 샌디 폭스
- 조이 카멘
- 카일 에이베어
- 모나 마셜
- 카를로스 알라스라키
- 길리언 트룰리어드 : 아담 역 (목소리)
- 알렉시스 빅터 : 빅풋 역 (목소리)
- 마리 체발롯 : 셸리 역 (목소리)
- 프레데릭 수트렐 : 윌버 역 (목소리)
- 세바스티앙 드루즈 : 트래퍼 역 (목소리)

## 수상
- 2020년 제44회 안시 국제애니메이션 페스티벌 후보 장편경쟁